# Lockout-tagout

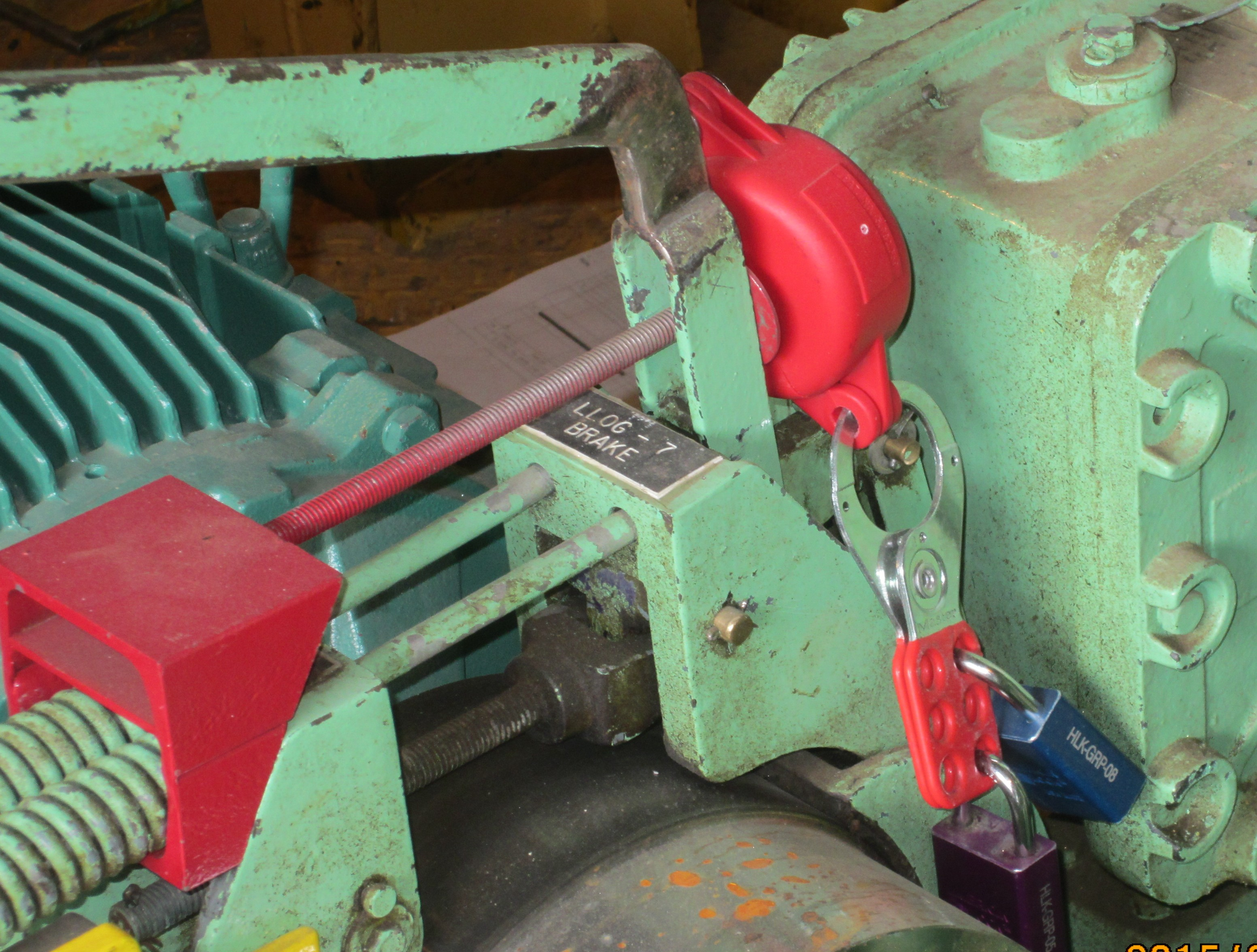
Slot met label geplaatst op handrem.

Lockout-tagout of LOTO is een veiligheidsprocedure waarbij energietoevoer van industriële machines of apparatuur wordt afgesneden tijdens werkzaamheden. Het gebruik van LoTo is bedoeld om mensen te beschermen tegen onverwacht vrijkomen van energie en de gevaren van machines in werking. Krachtbronnen worden dikwijls geïsoleerd en vergrendeld door sloten waarbij dit voorzien wordt van een label met de naam van degene die het slot geplaatst heeft. Deze veiligheidsvoorschriften waren ontstaan in de Verenigde Staten met Noord-Amerikaanse richtlijn 29 CFR 1910.147 of OSHA-richtlijnen, maar kregen later een opmars in de hele wereld.

## Toepassingsgebied
De LoTo-procedure wordt meestal toegepast bij elektrische, mechanische, pneumatische en hydraulische processen. Bij vloeibare en gasvormige chemicaliën, thermische en hete oppervlakken en stoffen, gravitatieobjecten of bij uitrustingen in de hoogte die kunnen vallen en verpletteren. Andere zijn opgeslagen energie en vliegwielen gestopt in het midden van de beweging en resterende elektriciteit die afgevoerd moet worden.

## Normen en regelgeving

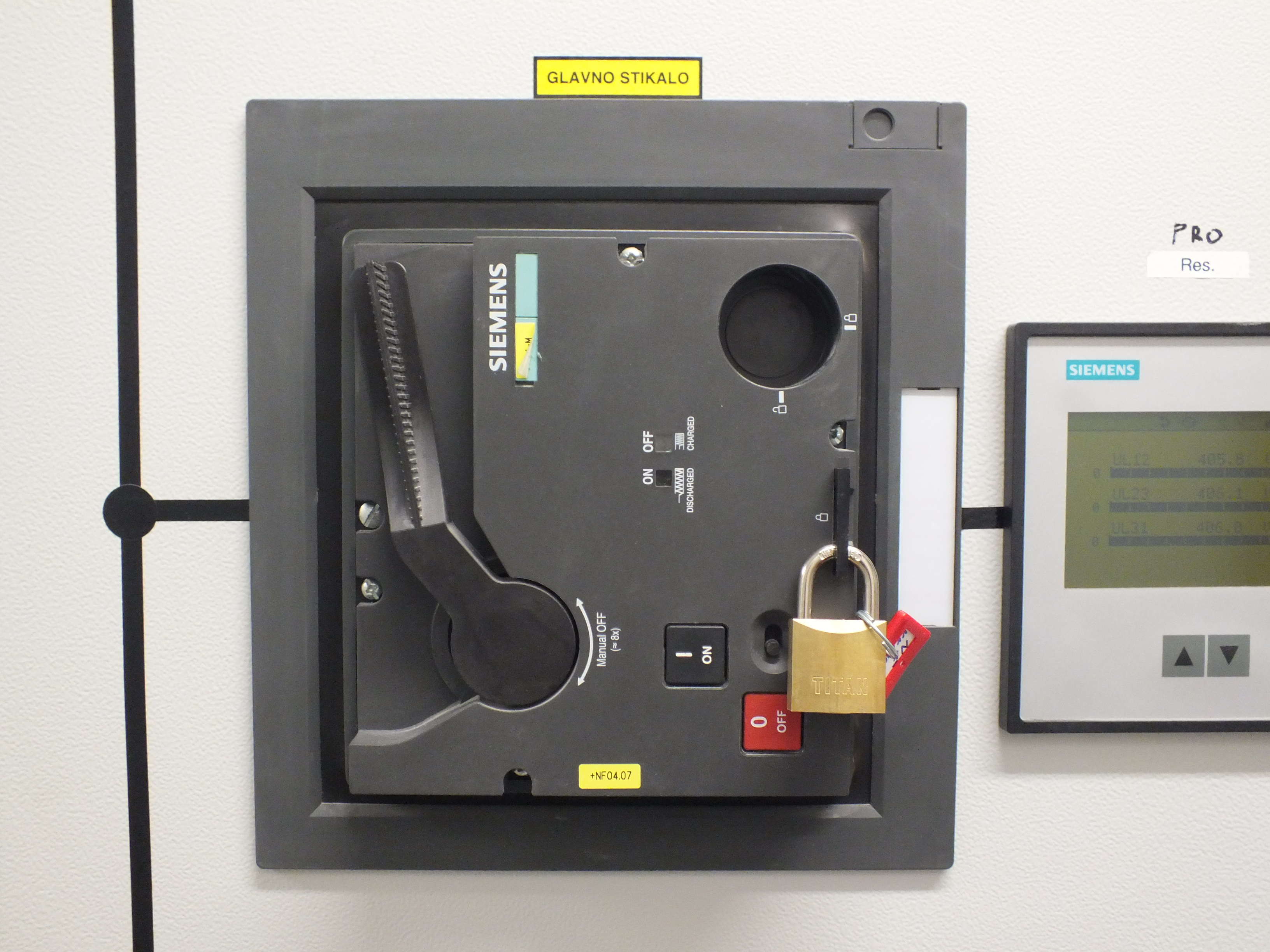

Richtlijn 89/655/EEG geeft minimumvoorschriften inzake veiligheid en gezondheid bij het gebruik door werknemers van arbeidsmiddelen op de arbeidsplaats. De werkgever treft hierbij passende maatregelen om de risico's tot een minimum te beperken. Elk arbeidsmiddel moet voorzien zijn van duidelijk identificeerbare inrichtingen waarmee het van elk van zijn krachtbronnen kan worden losgekoppeld. Onderhoudswerkzaamheden moeten kunnen plaatsvinden wanneer het arbeidsmiddel uitgeschakeld is. Bij onderhoudswerkzaamheden moeten de werknemers onder voortdurende veilige omstandigheden alle nodige punten kunnen bereiken. Deze Europese richtlijn is reeds van toepassing in Nederland en België (B.S. 28/09/93). De regels kunnen verschillend zijn per regio. In het Verenigd Koninkrijk geldt de BS7671:2008 regelgeving, deze heeft de naam PUWER waar de letters staan voor Provision and Use of Work Equipment Regulations.

## OSHA-richtlijnen
Veel internationale bedrijven hebben de OSHA-normen uit de Verenigde Staten en Canada aangenomen voor het beheren van Lockout-procedures. Overeenkomstig de OSHA-regels voor het onder controle houden van gevaarlijke energie (1910.147) zijn werkgevers verplicht richtlijnen uit te werken voor het aanbrengen van geschikte vergrendelingssystemen op energiehoudende apparaten en het uitschakelen van apparatuur tijdens werkzaamheden. Op deze manier wordt onvoorziene energietoevoer voorkomen, kunnen apparaten niet per ongeluk worden ingeschakeld en kan opgeslagen energie niet vrijkomen. Dit alles met het oog op het voorkomen van lichamelijke letsels bij werknemers. Volgens de Europese OSHA-norm dienen de producten duurzaam, gestandaardiseerd, degelijk en identificeerbaar zijn.

## Stappenplan

De procedure van LoTo werkt met een stappenplan en een volgorde zoals hieronder. Deze kan licht verschillen volgens welk bedrijf dit veiligheidsadvies oplevert.
1. Voorbereiden en ga na welke soort energie er aanwezig is (bijvoorbeeld elektrisch of mechanisch) en wat de potentiële gevaren zijn. Lokaliseer de afsluiter of schakelaar en bereid het blokkeren van de energiebron voor.
2. Uitschakelen, controleren en vergrendelen. Schakel de apparatuur of machine uit, zet kranen dicht. Controleer op aanwezigheid van restenergie en vergrendel volgens de procedure of instructie.
3. Test op alle bedieningsinstrumenten, schakelaars en stroomkringen van de apparatuur om na te gaan of deze volledig geïsoleerd zijn en geen energie meer leveren. Controleer daarnaast zorgvuldig op de aanwezigheid van restenergie, zoals opgeslagen hydraulische of pneumatische druk, elektrische condensatoren, of mechanische spanning (bijvoorbeeld veerspanning). Pas als deze restenergie volledig is afgevoerd of veilig geblokkeerd, kan worden vastgesteld dat de machine veilig is. Controleer ook of het lock-out-systeem correct is aangebracht en vergrendeld, zodat ongewenste herstart onmogelijk is.
4. Plaats waarschuwingstags en informeer betrokkenen. Hierna kunnen de werkzaamheden beginnen.

## LoToTo
LoToTo, ook wel "Lock-Out, Tag-Out, Try-Out" genoemd, is een veiligheidsprocedure die wordt gebruikt in de industrie en onderzoeksinstellingen om ervoor te zorgen dat gevaarlijke machines, voorafgaand aan de voltooiing van het onderhoud of het service werk, goed afgesloten zijn en niet kunnen worden opgestart. Het verschil met LoTo zit hem in de try-out aan het eind. Bij een LoToTo is ook het controleren van de veiligstelling (de try-out) in de procedure vastgelegd, om meer zekerheid en veiligheid te bieden. Deze kan bestaan uit de volgende stappen:
1. Het opstellen van een LoToTo-handleiding inclusief alle procedures.
2. Het opleiden van het personeel.
3. Het implementeren van het programma.